# 蒙羅維亞 (堪薩斯州)
蒙羅維亞（英語：Monrovia）為位在美国堪薩斯州艾奇遜縣的非建制地區。

## 歷史
蒙羅維亞於1856年設立，為艾奇遜縣最古老的城鎮之一。該聚居地因密蘇里太平洋鐵路從未擴張至此地區而無法滿足此地區設立者的期望。
蒙羅維亞的郵政局於1857年設立，直到1955年結束營運。